# Söderköpings landsfiskalsdistrikt
Söderköpings landsfiskalsdistrikt var 1918–1964 ett landsfiskalsdistrikt i Östergötlands län, bildat som Skärkinds landsfiskalsdistrikt när Sveriges indelning i landsfiskalsdistrikt trädde i kraft den 1 januari 1918, enligt beslut den 7 september 1917. 1 januari 1942 ändrades distriktets namn till Söderköpings landsfiskalsdistrikt. Den 1 januari 1965 avskaffades i Sverige samtliga landsfiskaler och landsfiskalsdistrikt, och deras arbetsuppgifter delades upp på de nyskapade indelningarna polisdistrikt, åklagardistrikt och kronofogdedistrikt.
Landsfiskalsdistriktet låg under länsstyrelsen i Östergötlands län.

## Ingående områden
När Sveriges nya indelning i landsfiskalsdistrikt trädde i kraft den 1 oktober 1941 (enligt kungörelsen den 28 juni 1941) överfördes Yxnerums landskommun till Valdemarsviks landsfiskalsdistrikt och regeringen anförde i kungörelsen att den ville i framtiden besluta om Söderköpings stads förenande med landsfiskalsdistriktet. Samtidigt tillfördes kommunerna Mogata, Skällvik och Skönberga från det upplösta Skönberga landsfiskalsdistrikt. Den 1 januari 1942 (enligt beslut den 30 december 1941) ändrades distriktets namn till Söderköpings landsfiskalsdistrikt och staden förenades i polis- och åklagarhänseende men inte i utsökningshänseende, vilket staden fortsatte att sköta själv. 1 januari 1947 förenades Söderköpings stad med distriktet även i utsökningshänseende, och tillhörde då i alla avseenden landsfiskalsdistriktet. När Sveriges nya indelning i landsfiskalsdistrikt trädde i kraft den 1 januari 1952 (enligt kungörelsen 1 juni 1951) ändrades distriktets omfattning.

### Från 1918
Hammarkinds härad:
- Drothems landskommun
- Västra Husby landskommun

Skärkinds härad:
- Gistads landskommun
- Gårdeby landskommun
- Skärkinds landskommun
- Yxnerums landskommun
- Östra Ryds landskommun

### Från 1 oktober 1941
Hammarkinds härad:
- Drothems landskommun
- Mogata landskommun
- Skällviks landskommun
- Skönberga landskommun
- Västra Husby landskommun

Skärkinds härad:
- Gistads landskommun
- Gårdeby landskommun
- Skärkinds landskommun
- Östra Ryds landskommun

### Från 1942
- Söderköpings stad (förutom i utsökningshänseende, som staden skötte själv)[3]

Hammarkinds härad:
- Drothems landskommun
- Mogata landskommun
- Skällviks landskommun
- Skönberga landskommun
- Västra Husby landskommun

Skärkinds härad:
- Gistads landskommun
- Gårdeby landskommun
- Skärkinds landskommun
- Östra Ryds landskommun

### Från 1947
- Söderköpings stad

Hammarkinds härad:
- Drothems landskommun
- Mogata landskommun
- Skällviks landskommun
- Skönberga landskommun
- Västra Husby landskommun

Skärkinds härad:
- Gistads landskommun
- Gårdeby landskommun
- Skärkinds landskommun
- Östra Ryds landskommun

### Från 1 januari 1952
- Aspvedens landskommun
- Stegeborgs landskommun
- Söderköpings stad